# Spedizione Nordenskjöld-Larsen
La spedizione Nordenskjöld-Larsen è stata una missione di esplorativa finanziata dalla Svezia diretta verso le regioni antartiche. Svoltasi negli anni 1901-1904 la missione era comandata da Otto Nordenskjöld e da Carl Anton Larsen (quest'ultimo nelle funzioni di capitano della nave Antarctic).

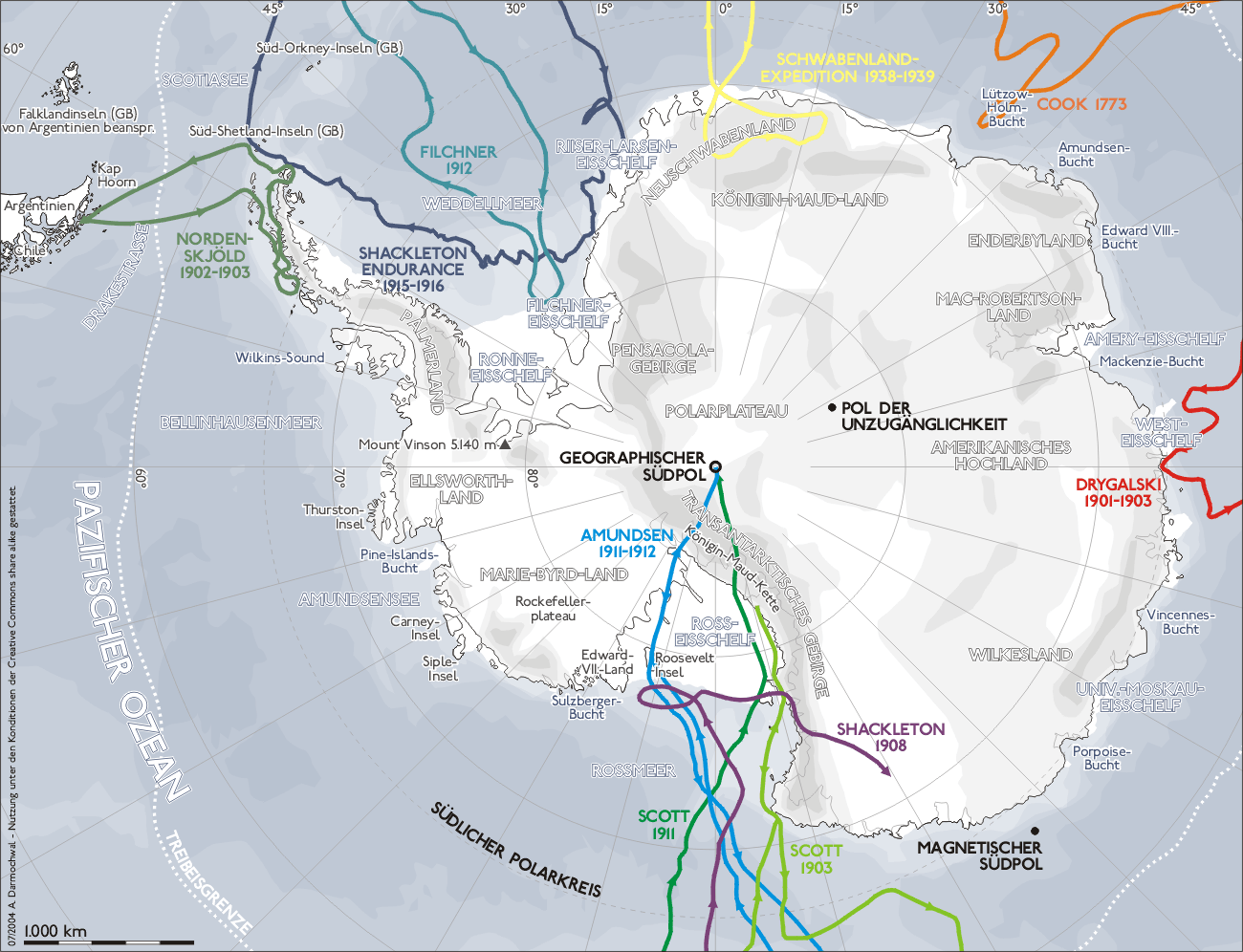
Il percorso della spedizione.

Nella rotta verso l'Antartide la nave fece scalo a Buenos Aires dove il governo argentino prestò tutta l'assistenza necessaria e rifornì la spedizione di viveri, in cambio della presenza a bordo di un giovane ufficiale di marina argentina: il tenente José Sobral.

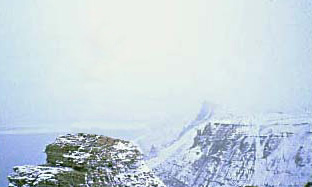
Isola Snow Hill, gennaio 1999.

Il nome della spedizione è associato con quello di due isole antartiche. La prima è l'isola Snow Hill (64°27′S 57°12′W), dove Nordenskjöld ed altri cinque uomini passarono due inverni (uno pianificato ed uno a causa dell'affondamento della nave Antarctic, stritolata dal ghiaccio). 

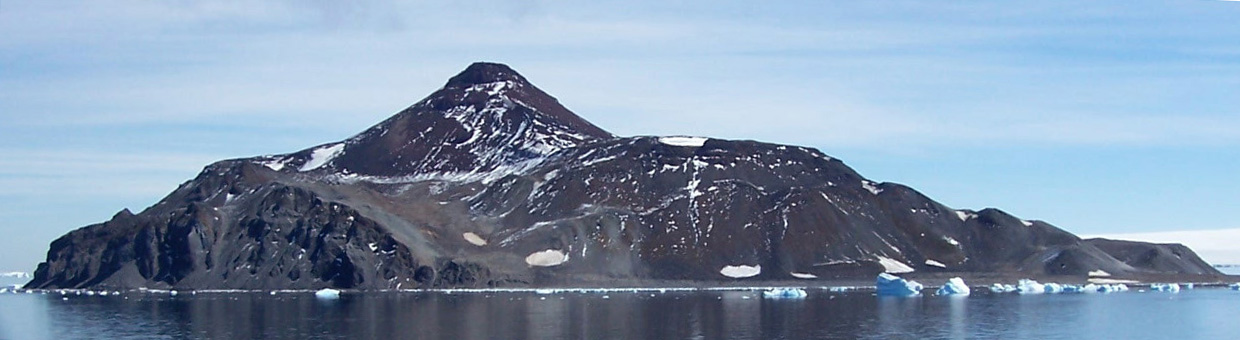
Isola Paulet, dicembre 2004.

La seconda è l'isola Paulet (63°35′S 55°47′W) dove Carl Larsen e gli altri marinai dell'Antarctic approdarono con le loro scialuppe dopo l'affondamento della loro nave. Il gruppo restò sull'isola dal febbraio al novembre 1903 e vi costruì un rifugio in pietra, visibile ancora oggi. Oltre che con le poche provviste scampate al naufragio l'equipaggio sopravvisse nutrendosi grazie alle migliaia di pinguini ed uccelli presenti sull'isola.
La presenza del tenente Sobral contribuì probabilmente alla decisione del governo argentino di inviare la corvetta Uruguay su entrambe le isole a recuperare i superstiti.